# Sophronica nigriceps
Sophronica nigriceps är en skalbaggsart som beskrevs av Stefan von Breuning 1940. Sophronica nigriceps ingår i släktet Sophronica och familjen långhorningar. Inga underarter finns listade i Catalogue of Life.